# میلان (فیلم ۲۰۰۴)
«میلان» (انگلیسی: Milan (2004 film)) فیلمی در ژانر رمانتیک است که در سال ۲۰۰۴ منتشر شد.